# Episteira unilinea
Episteira unilinea là một loài bướm đêm trong họ Geometridae.